# محمد نصر
محمد نصر (1945-) هو جامعي وخبير اقتصادي فلسطيني، ولد في قرية أم خالد المهجَّرة قضاء طولكرم. درس المرحلة الأساسية في مدرستي خالد بن سعيد وطولكرم الإعدادية في طولكرم، والمرحلة الثانوية في مدرسة الفاضلية في طولكرم، وحصل منها على الثانوية العامة عام 1964، كما نال درجة البكالوريوس في المحاسبة من جامعة بيروت العربية عام 1969، ودرجة الماجستير في إدارة الأعمال من جامعة وين ستيت في ولاية وين الأمريكية عام 1981، ودرجة الماجستير في الاقتصاد من جامعة أوهايو ستيت في ولاية أوهايو الأمريكية عام 1985، ودرجة الدكتوراه في الاقتصاد من الجامعة نفسها عام 1986.

## حياته العملية
عمل محمد محمود نصر أستاذاً للاقتصاد في جامعة اليرموك في مدينة إربد في الأردن بين عامي (1986-1993)، وترأس قسم الاقتصاد فيها بين عامي (1991-1993)، وعمل أستاذاً زائراً في جامعة العلوم التطبيقية في مدينة عمّان الأردنية بين عامي (1993-1994)، وأستاذاً للاقتصاد في جامعة بيرزيت منذ عام 1994، وأصبح عميداً لكلية إدارة الأعمال والاقتصاد في جامعة بيرزيت بين أعوام (1996-1999) و(2011-2014).
شغل نصر العديد من المناصب في مؤسسات بحثية وأهلية وخاصة. فكان عضواً في جمعية الاقتصاديين العرب وفريق الميزة التنافسية للشرق الأوسط في جامعة هارفارد عام 1997. كما تولى إدارة معهد أبحاث السياسات الاقتصادية الفلسطيني – ماس عام 2007، و2008، كما شارك في لجنتي مكافحة غسل الأموال والانتخابات المركزية خلال الأعوام (2008-2012). ترأس مجلس إدارة معهد الحوكمة الفلسطيني خلال الأعوام (2011-2014)، وكان عضواً في مجلس إدارة صندوق الاستثمار الفلسطيني منذ 2012. كما شغل أيضاً منصب نائب رئيس مجلس إدارة شركة أريحا الصناعية الزراعية من (2012-2017)، ورئاسة مجلس إدارة هيئة سوق رأس المال الفلسطينية بين 2014 -2015. وفي الأعوام 2015-2019، ترأس مجلس إدارة مجموعة عمار للتطوير العقاري والسياحي، وشارك في مجلس إدارة شركة سند للموارد الإنشائية منذ 2016. منذ 2017، وشغل منصب نائباً لرئيس مجلس إدارة البنك الإسلامي العربي، وترأس مجلس أمناء معهد أبحاث السياسات الاقتصادية الفلسطيني – ماس من 2018-2021، كما تولى رئاسة مجلس إدارة فندق جراند بارك بين 2018 و2019.
في 13 مايو 2025 اختير عضوًا في مجلس أمناء جامعة فلسطين التقنية "خضوري" في مدينة طولكرم بقرارٍ صادرٍ عن الرئيس الفلسطيني محمود عباس.
يملك محمد عشرات الأبحاث والدراسات المنشورة في مجلات علمية محكمة، وشارك في عدد من المؤتمرات والندوات المحلية والدولية في مجالات الاقتصاد الصناعي والتنمية الاقتصادية والاجتماعية في فلسطين، وأشرف على عدة رسائل ماجستير في جامعتي اليرموك وبيرزيت.

## كتبه
نشر مجموعة من الكتب المتخصصة منها:
- فرص وإمكانيات التصنيع في فلسطين (1997).
- تأثير العملية السلمية على صناعة النسيج والملابس في فلسطين (1997).
- دور القطاع الصناعي في التنمية الاقتصادية الفلسطينية (2002).
- تعزيز القدرة الذاتية للاقتصاد الفلسطيني (2003).
- قياس رأس المال الاجتماعي في الأراضي الفلسطينية (مشترك، 2007).
- تأثير مشروع قانون الشركات على أداء القطاع الخاص في فلسطين (2008).
- تعزيز دور الأسواق المالية في فلسطين في جذب الاستثمارات الخارجية (2008).